# ネオテーム
ネオテーム（英語: neotame）、商品名Newtameは、ノンカロリーの人工甘味料でニュートラスイート社のアスパルテームアナログである。甘味度は、スクロースの7000倍から13,000倍とされている。なお、類似の構造を持ったアスパルテームと比べても、ネオテームは約30倍から60倍の甘味を持っている。

## 性質
ネオテームはアスパルテームを還元的N-アルキル化することによって合成される、ジペプチドメチルエステル誘導体である。常温常圧では白色～灰白色の固体として存在し、臭気は無く、アルコール類には溶けやすく、水にやや溶けにくい。分子中にカルボキシ基を持っており、ネオテームの0.5%水溶液は弱酸性（pH 5.8）を示す。化学構造が類似しているアスパルテームと比較した時は、より化学的に安定で熱安定性や醗酵耐性が高い。ただし、アスパルテームと同様のエステル結合を持っているなど、他の甘味料と比べてネオテームが化学的に安定な構造だとは言い切れない。

## 歴史
ネオテームはアメリカ合衆国のモンサント社によって開発された。その後、ネオテームの特許は同社傘下の甘味料製造会社であるニュートラスイート社と共に譲渡され、2002年からアメリカ合衆国のファイザー社が保有している。アメリカ合衆国では、2002年に甘味料及び風味増強剤として一般食品分野への使用がアメリカ食品医薬品局(FDA)によって許可された。
なお、日本では、2007年12月28日に食品添加物として正式に認可された。申請者は、大日本住友製薬およびニュートラスイートであった。

## 用途
ネオテームは、スクロースに近いすっきりした甘味を持つ甘味料として利用されることがある。ネオテームとスクロースとの甘味質の主な違いは、ネオテームの場合、かすかな甘い後味が長く残ることである。なお、他の人工甘味料のアセスルファムカリウムやサッカリンと比べると、苦味の後味が少なく、甘みの発現が遅いという特徴がある。甘味以外に、食品の持つ風味を引き立たせる風味増強効果や、苦味などの不快な味を低減させるマスキング効果も持つ。
日本で承認された主な甘味添加物の甘味度（スクロースの2%水溶液を基準とした質量比）は次の表の通りである。ネオテームの甘味度はスクロースの約1万倍と非常に高く、2008年時点で日本で食品添加物として承認されている甘味料の中で最も甘味度が高かった。しかし、2014年に認可されたスクロースの約2万倍の甘味を持つとされるアドバンテームに更新された。
| 甘味料                 | 甘味度 |
| ---------------------- | ------ |
| アスパルテーム         | 200    |
| アセスルファムカリウム | 250    |
| サッカリンナトリウム   | 400    |
| スクラロース           | 750    |
| ネオテーム             | 10,000 |

## 代謝

ネオテームの代謝

経口摂取されたネオテームの主な代謝物は、体内のエステラーゼによる加水分解によって生じる、メタノールと脱エステル化ネオテーム（N-[N-(3,3-ジメチルブチル)-L-α-アスパルチル]-L-フェニルアラニン）である。なお、アスパルテームと同様に分子構造中にフェニルアラニンを有するが、ネオテームの代謝物にはフェニルアラニンはほとんど含まれない。これは、代謝の際に、ネオテーム分子中のアスパラギン酸のアミノ基に付加された3,3-ジメチルブチルが、消化酵素のペプチダーゼを阻害して、アスパラギン酸とフェニルアラニンのペプチド結合が加水分解されるのを妨げるためである。このため、アスパルテームとは異なり、食品添加物として使用する際にフェニルケトン尿症患者に対する注意喚起としてL-フェニルアラニン化合物を含むことの表示は、日本でもアメリカ合衆国でも義務づけられていない。また、通常の使用量のネオテームの代謝によって生成されるメタノールの量は、毒性が問題とされるレベルではないとされている。